# Llista d'asteroides/196401-196500
| Nom      | Designació provisional | Data de descobriment | Lloc de descobriment | Descobridor/s                   |
| -------- | ---------------------- | -------------------- | -------------------- | ------------------------------- |
| 196401 - | 2003 GM33              | 3 d'abril de 2003    | Cerro Tololo         | Deep Lens Survey                |
| 196402 - | 2003 GN34              | 7 d'abril de 2003    | Socorro              | LINEAR                          |
| 196403 - | 2003 GW34              | 7 d'abril de 2003    | Kvistaberg           | Uppsala-DLR Asteroid Survey     |
| 196404 - | 2003 GO37              | 7 d'abril de 2003    | Socorro              | LINEAR                          |
| 196405 - | 2003 GX37              | 8 d'abril de 2003    | Socorro              | LINEAR                          |
| 196406 - | 2003 GF42              | 4 d'abril de 2003    | Goodricke-Pigott     | J. W. Kessel                    |
| 196407 - | 2003 GM46              | 8 d'abril de 2003    | Palomar              | NEAT                            |
| 196408 - | 2003 GW47              | 8 d'abril de 2003    | Socorro              | LINEAR                          |
| 196409 - | 2003 GN48              | 9 d'abril de 2003    | Palomar              | NEAT                            |
| 196410 - | 2003 GN49              | 10 d'abril de 2003   | Kitt Peak            | Spacewatch                      |
| 196411 - | 2003 GW51              | 1 d'abril de 2003    | Kitt Peak            | M. W. Buie                      |
| 196412 - | 2003 GK54              | 1 d'abril de 2003    | Goodricke-Pigott     | R. A. Tucker                    |
| 196413 - | 2003 GS54              | 3 d'abril de 2003    | Anderson Mesa        | LONEOS                          |
| 196414 - | 2003 GS55              | 5 d'abril de 2003    | Kitt Peak            | Spacewatch                      |
| 196415 - | 2003 HE                | 21 d'abril de 2003   | Siding Spring        | R. H. McNaught                  |
| 196416 - | 2003 HP1               | 23 d'abril de 2003   | Campo Imperatore     | CINEOS                          |
| 196417 - | 2003 HP2               | 21 d'abril de 2003   | Catalina             | CSS                             |
| 196418 - | 2003 HX5               | 24 d'abril de 2003   | Haleakala            | NEAT                            |
| 196419 - | 2003 HF9               | 24 d'abril de 2003   | Anderson Mesa        | LONEOS                          |
| 196420 - | 2003 HO9               | 24 d'abril de 2003   | Anderson Mesa        | LONEOS                          |
| 196421 - | 2003 HS9               | 25 d'abril de 2003   | Kitt Peak            | Spacewatch                      |
| 196422 - | 2003 HF11              | 26 d'abril de 2003   | Kitt Peak            | Spacewatch                      |
| 196423 - | 2003 HL12              | 26 d'abril de 2003   | Kitt Peak            | Spacewatch                      |
| 196424 - | 2003 HJ14              | 26 d'abril de 2003   | Socorro              | LINEAR                          |
| 196425 - | 2003 HA20              | 26 d'abril de 2003   | Haleakala            | NEAT                            |
| 196426 - | 2003 HB20              | 26 d'abril de 2003   | Haleakala            | NEAT                            |
| 196427 - | 2003 HG20              | 26 d'abril de 2003   | Haleakala            | NEAT                            |
| 196428 - | 2003 HJ20              | 24 d'abril de 2003   | Anderson Mesa        | LONEOS                          |
| 196429 - | 2003 HS20              | 24 d'abril de 2003   | Anderson Mesa        | LONEOS                          |
| 196430 - | 2003 HE21              | 25 d'abril de 2003   | Anderson Mesa        | LONEOS                          |
| 196431 - | 2003 HB22              | 27 d'abril de 2003   | Anderson Mesa        | LONEOS                          |
| 196432 - | 2003 HA28              | 26 d'abril de 2003   | Kitt Peak            | Spacewatch                      |
| 196433 - | 2003 HO28              | 26 d'abril de 2003   | Haleakala            | NEAT                            |
| 196434 - | 2003 HW29              | 28 d'abril de 2003   | Anderson Mesa        | LONEOS                          |
| 196435 - | 2003 HD30              | 28 d'abril de 2003   | Anderson Mesa        | LONEOS                          |
| 196436 - | 2003 HL30              | 28 d'abril de 2003   | Socorro              | LINEAR                          |
| 196437 - | 2003 HU31              | 28 d'abril de 2003   | Socorro              | LINEAR                          |
| 196438 - | 2003 HM33              | 26 d'abril de 2003   | Kitt Peak            | Spacewatch                      |
| 196439 - | 2003 HU33              | 28 d'abril de 2003   | Anderson Mesa        | LONEOS                          |
| 196440 - | 2003 HQ35              | 27 d'abril de 2003   | Anderson Mesa        | LONEOS                          |
| 196441 - | 2003 HL36              | 29 d'abril de 2003   | Kitt Peak            | Spacewatch                      |
| 196442 - | 2003 HF37              | 26 d'abril de 2003   | Haleakala            | NEAT                            |
| 196443 - | 2003 HK37              | 26 d'abril de 2003   | Haleakala            | NEAT                            |
| 196444 - | 2003 HQ37              | 28 d'abril de 2003   | Anderson Mesa        | LONEOS                          |
| 196445 - | 2003 HW37              | 28 d'abril de 2003   | Anderson Mesa        | LONEOS                          |
| 196446 - | 2003 HP39              | 29 d'abril de 2003   | Socorro              | LINEAR                          |
| 196447 - | 2003 HO43              | 29 d'abril de 2003   | Kitt Peak            | Spacewatch                      |
| 196448 - | 2003 HH44              | 27 d'abril de 2003   | Anderson Mesa        | LONEOS                          |
| 196449 - | 2003 HB47              | 28 d'abril de 2003   | Socorro              | LINEAR                          |
| 196450 - | 2003 HH47              | 28 d'abril de 2003   | Socorro              | LINEAR                          |
| 196451 - | 2003 HO47              | 29 d'abril de 2003   | Anderson Mesa        | LONEOS                          |
| 196452 - | 2003 HO48              | 30 d'abril de 2003   | Socorro              | LINEAR                          |
| 196453 - | 2003 HC49              | 30 d'abril de 2003   | Socorro              | LINEAR                          |
| 196454 - | 2003 HF50              | 28 d'abril de 2003   | Socorro              | LINEAR                          |
| 196455 - | 2003 HG50              | 30 d'abril de 2003   | Kitt Peak            | Spacewatch                      |
| 196456 - | 2003 HJ51              | 29 d'abril de 2003   | Kitt Peak            | Spacewatch                      |
| 196457 - | 2003 HG52              | 30 d'abril de 2003   | Kitt Peak            | Spacewatch                      |
| 196458 - | 2003 HS52              | 29 d'abril de 2003   | Anderson Mesa        | LONEOS                          |
| 196459 - | 2003 HV52              | 29 d'abril de 2003   | Anderson Mesa        | LONEOS                          |
| 196460 - | 2003 HF53              | 30 d'abril de 2003   | Reedy Creek          | J. Broughton                    |
| 196461 - | 2003 HV53              | 21 d'abril de 2003   | Kitt Peak            | Spacewatch                      |
| 196462 - | 2003 HQ54              | 24 d'abril de 2003   | Anderson Mesa        | LONEOS                          |
| 196463 - | 2003 HV57              | 25 d'abril de 2003   | Kitt Peak            | Spacewatch                      |
| 196464 - | 2003 HH58              | 26 d'abril de 2003   | Kitt Peak            | Spacewatch                      |
| 196465 - | 2003 JG5               | 1 de maig de 2003    | Socorro              | LINEAR                          |
| 196466 - | 2003 JB7               | 1 de maig de 2003    | Socorro              | LINEAR                          |
| 196467 - | 2003 JX8               | 2 de maig de 2003    | Kitt Peak            | Spacewatch                      |
| 196468 - | 2003 JH9               | 2 de maig de 2003    | Kitt Peak            | Spacewatch                      |
| 196469 - | 2003 JN9               | 2 de maig de 2003    | Socorro              | LINEAR                          |
| 196470 - | 2003 JJ10              | 2 de maig de 2003    | Socorro              | LINEAR                          |
| 196471 - | 2003 JH11              | 3 de maig de 2003    | Kitt Peak            | Spacewatch                      |
| 196472 - | 2003 JY11              | 5 de maig de 2003    | Kitt Peak            | Spacewatch                      |
| 196473 - | 2003 JD12              | 5 de maig de 2003    | Socorro              | LINEAR                          |
| 196474 - | 2003 JX13              | 5 de maig de 2003    | Socorro              | LINEAR                          |
| 196475 - | 2003 JV15              | 6 de maig de 2003    | Kitt Peak            | Spacewatch                      |
| 196476 - | 2003 JU17              | 2 de maig de 2003    | Mérida               | I. R. Ferrín, C. Leal           |
| 196477 - | 2003 JB18              | 2 de maig de 2003    | Kitt Peak            | Spacewatch                      |
| 196478 - | 2003 KC                | 20 de maig de 2003   | Nogales              | M. B. Schwartz, P. R. Holvorcem |
| 196479 - | 2003 KU                | 21 de maig de 2003   | Reedy Creek          | J. Broughton                    |
| 196480 - | 2003 KF1               | 22 de maig de 2003   | Kitt Peak            | Spacewatch                      |
| 196481 - | 2003 KS2               | 23 de maig de 2003   | Mount Graham         | Mount Graham                    |
| 196482 - | 2003 KW3               | 23 de maig de 2003   | Reedy Creek          | J. Broughton                    |
| 196483 - | 2003 KV6               | 25 de maig de 2003   | Kitt Peak            | Spacewatch                      |
| 196484 - | 2003 KK9               | 24 de maig de 2003   | Reedy Creek          | J. Broughton                    |
| 196485 - | 2003 KG10              | 25 de maig de 2003   | Kitt Peak            | Spacewatch                      |
| 196486 - | 2003 KZ11              | 27 de maig de 2003   | Anderson Mesa        | LONEOS                          |
| 196487 - | 2003 KA12              | 27 de maig de 2003   | Anderson Mesa        | LONEOS                          |
| 196488 - | 2003 KM12              | 26 de maig de 2003   | Kitt Peak            | Spacewatch                      |
| 196489 - | 2003 KC14              | 28 de maig de 2003   | Socorro              | LINEAR                          |
| 196490 - | 2003 KB17              | 26 de maig de 2003   | Kitt Peak            | Spacewatch                      |
| 196491 - | 2003 KJ17              | 26 de maig de 2003   | Haleakala            | NEAT                            |
| 196492 - | 2003 KX19              | 30 de maig de 2003   | Socorro              | LINEAR                          |
| 196493 - | 2003 KB20              | 30 de maig de 2003   | Socorro              | LINEAR                          |
| 196494 - | 2003 KF33              | 27 de maig de 2003   | Kitt Peak            | Spacewatch                      |
| 196495 - | 2003 LJ1               | 1 de juny de 2003    | Kitt Peak            | Spacewatch                      |
| 196496 - | 2003 LB3               | 1 de juny de 2003    | Kitt Peak            | Spacewatch                      |
| 196497 - | 2003 LZ3               | 5 de juny de 2003    | Reedy Creek          | J. Broughton                    |
| 196498 - | 2003 LY5               | 2 de juny de 2003    | Kitt Peak            | Spacewatch                      |
| 196499 - | 2003 LV6               | 4 de juny de 2003    | Goodricke-Pigott     | J. W. Kessel                    |
| 196500 - | 2003 LW6               | 7 de juny de 2003    | Reedy Creek          | J. Broughton                    |